# Хирая
Хирая (яп. 平谷村 Хирая-мура) — село в Японии, находящееся в уезде Симоина префектуры Нагано. Площадь села составляет 77,40 км², население — 528 человек (1 августа 2014), плотность населения — 6,82 чел./км².

## Географическое положение
Село расположено на острове Хонсю в префектуре Нагано региона Тюбу. С ним граничат города Эна, Накацугава, посёлок Анан и сёла Ати, Уруги, Неба.

## Население
Население села составляет 528 человек (1 августа 2014), а плотность — 6,82 чел./км². Изменение численности населения с 1980 по 2005 годы:
| 1980 | 657 чел. |  |
| 1985 | 635 чел. |  |
| 1990 | 617 чел. |  |
| 1995 | 660 чел. |  |
| 2000 | 712 чел. |  |
| 2005 | 688 чел. |  |